# Вягева (станция)
Вя́гева (эст. Vägeva raudteejaam) — железнодорожная станция в посёлке Вягева в волости Йыгева уезда Йыгевамаа (Эстония), на линии Тапа — Тарту. Находится в 45,4 км от Тапа, 67,1 км от Тарту и в 123,0 км от Таллина.

## История

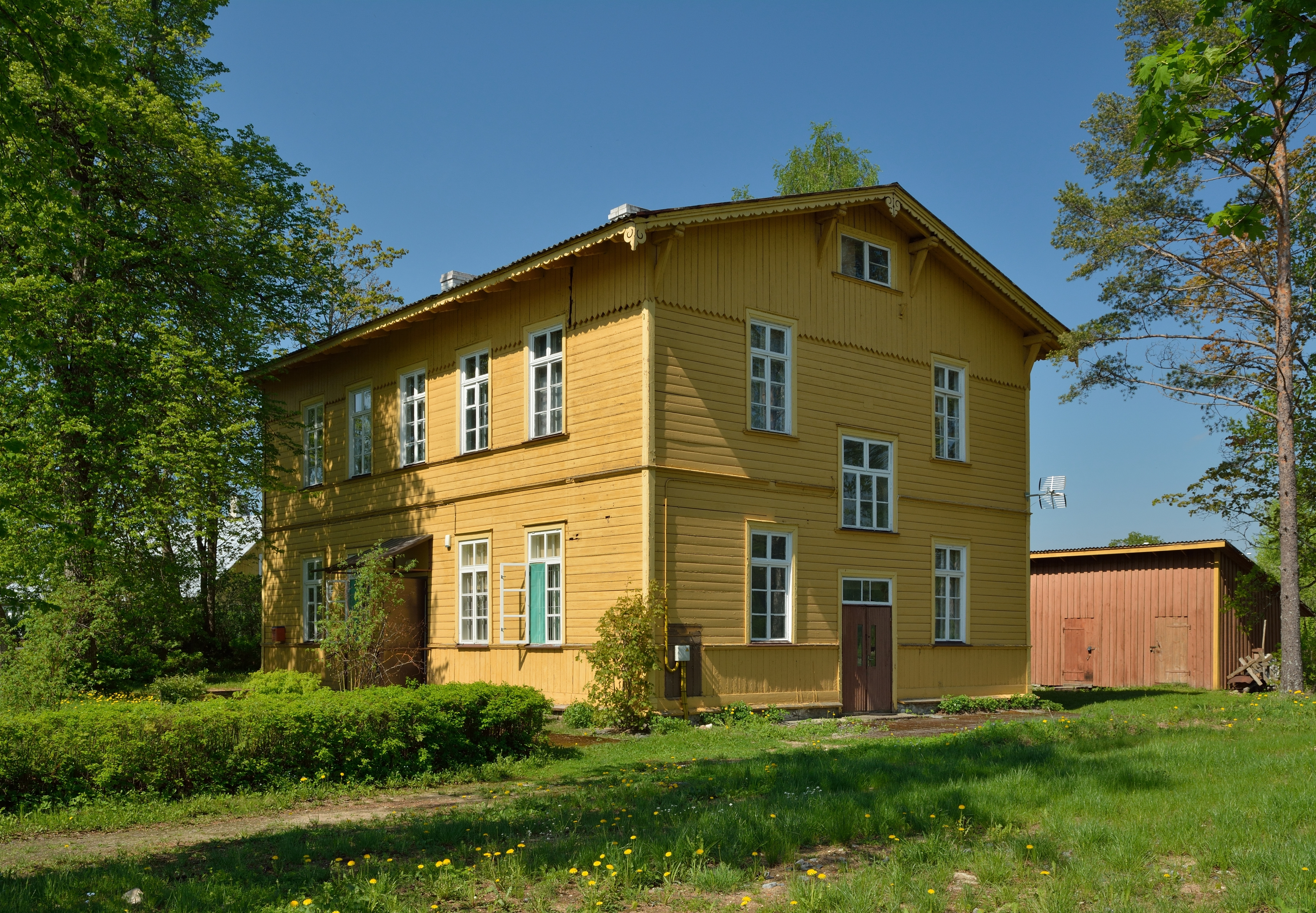
Жилой дом железнодорожников на станции Вягева, после войны использовавшийся как временный вокзал

Станция Вягева была построена в ходе строительства железной дороги Тапс — Дерпт (ныне Тапа — Тарту), ответвления от Балтийской железной дороги, и открыта одновременно с началом движения поездов по новой дороге. Станция и примыкающие к ней пути были построены на землях, выкупленных у рыцарской мызы Селлие (находилась на месте нынешней деревни Селли).
Изначально станция Вягева выделялась на линия Тапс — Дерпт своим вокзалом, аналогичным вокзалу станции Килтси. Так как линия Тапс — Дерпт изначально предполагалась для обслуживания исключительно местных пассажиров, то вокзальные здания строились без излишеств, в основном одноэтажными, с двускатными крышами. Вокзал в Вягеве, также как и в Килтси, являлся исключением, поскольку имел двухэтажный объём в своём строении. Кроме того, в здании было два разных пассажирских зала для обслуживания пассажиров с билетами разных классов. Вокзальное здание также было украшено белёными наличниками и кружевными поясами, с декоративными скосами концов балок. Со стороны посёлка здание имело два ризалита, как у одноэтажного, так и у двухэтажного объёма. Одновременно рядом с вокзалом был построен, такой же, как и в Килтси, двухэтажный жилой дом для железнодорожников. Вокзал в Вягева был уничтожен в ходе военных действий Великой Отечественной войны в 1944 году. После войны в качестве вокзала временно использовались помещения на первом этаже жилого дома железнодорожников. В 1984 году было построено здания из силикатного кирпича для вокзала и поста электроцентрализации стрелок и сигналов станции, используемое по настоящее время. В настоящее время в бывшем жилом доме железнодорожников работает поселковая библиотека.

## Настоящее время
Станция является пассажирской, осуществляет посадку и высадку пассажиров на (из) поездов регионального сообщения, грузовые операции не производятся.
В рамках программы «Подъём пассажирских платформ до высоты, принятой в Европе» (эст. Reisiplatvormide viimine eurokõrgusele) на станции Вягева была построена островная платформа высотой 55 см, подходящая для используемых в региональных пассажирских перевозках поездов Stadler FLIRT.

## Пассажирское сообщение по станции
До распада СССР на станции Вягева останавливались пассажирские поезда дальнего следования № 651/652 Таллин — Рига (через Тарту — Валгу) и № 655/656 Таллин — Псков. Псковский поезд прекратил движение в 2001 году — главным образом, из-за введения государственных границ у ставших независимыми прибалтийских стран, что вызвало увеличение времени стоянки на приграничных станциях для осуществления паспортного и таможенного контроля и резкое снижение пассажиропотока. Попытки возобновления движения поездов дальнего следования по этим направлениям в 2000-е годы успеха не имели.
В настоящее время станция Вягева постоянно обслуживается только региональными поездами восточной компании Elron, являющейся оператором движения пригородных и региональных поездов по железнодорожным линиям Эстонии.
На станции останавливаются региональные поезда, не являющиеся экспрессами), следующие от станции Таллин (Балтийский вокзал) до конечной станции Тарту, а также следующие в обратном направлении. Экспрессы до Тарту, в том числе следующие далее до станций Валга и Койдула, на станции Вягева не останавливаются.
| Предыдущая остановка | Остановка пассажирских поездов на восточных линиях Elron | Следующая остановка |
| Ракке                | Вягева                                                   | Педья               |